# Дель-Ріо (Каліфорнія)
Дель-Ріо (англ. Del Rio) — переписна місцевість (CDP) в США, в окрузі Станіслаус штату Каліфорнія. Населення — 1399 осіб (2020).

## Географія
Дель-Ріо розташований за координатами 37°44′50″ пн. ш. 121°0′36″ зх. д. / 37.74722° пн. ш. 121.01000° зх. д. (37.747212, -121.010065).  За даними Бюро перепису населення США в 2010 році переписна місцевість мала площу 5,38 км², з яких 4,72 км² — суходіл та 0,65 км² — водойми.

## Демографія
Згідно з переписом 2010 року, у переписній місцевості мешкало 1270 осіб у 485 домогосподарствах у складі 398 родин. Густота населення становила 236 осіб/км².  Було 515 помешкань (96/км²).
Расовий склад населення:
| - 80,9 % — білих - 11,3 % — азіатів - 2,0 % — чорних або афроамериканців - 0,4 % — корінних американців - 0,1 % — вихідців з тихоокеанських островів - 2,1 % — осіб інших рас |

До двох чи більше рас належало 3,3 %. Частка іспаномовних становила 8,4 % від усіх жителів.
За віковим діапазоном населення розподілялося таким чином: 20,0 % — особи молодші 18 років, 60,6 % — особи у віці 18—64 років, 19,4 % — особи у віці 65 років та старші. Медіана віку мешканця становила 50,6 року. На 100 осіб жіночої статі у переписній місцевості припадало 96,3 чоловіків;  на 100 жінок у віці від 18 років та старших — 94,3 чоловіків також старших 18 років.
Середній дохід на одне домашнє господарство  становив 157 676 доларів США (медіана — 103 966), а середній дохід на одну сім'ю — 175 665 доларів (медіана — 118 967). 
Цивільне працевлаштоване населення становило 898 осіб. Основні галузі зайнятості: науковці, спеціалісти, менеджери — 24,3 %, фінанси, страхування та нерухомість — 18,6 %, освіта, охорона здоров'я та соціальна допомога — 18,4 %.